# Francisco Javier Manzano de la Sotta
Francisco Javier Manzano de la Sotta; (* Concepción, 26 de septiembre de 1792 - † Santiago, 1840). Hijo de don Javier Manzano Guzmán y Rosario De La Sotta Manso de Velasco. Casado con Rosario Alemparte Vial.
Educado en la Escuela Militar del Reino de Chile, llegó a ser Coronel de Caballería para 1809. Dedicado a la agricultura en la hacienda familiar en la zona del Biobio. El 12 de octubre de 1810 asistió al Cabildo Abierto efectuado en Concepción. Prestó servicios políticos y participó en los negocios de la administración pública del país.

## Actividades Públicas
- Diputado representante de Melipilla y La Victoria en tres períodos consecutivos (1822-1823, 1823-1824 y 1824-1825).
- Diputado representante de Chillán (1825-1827 y 1827-1828).
- Diputado representante de Caupolicán en cuatro períodos consecutivos (1828-1829, 1829-1830, 1831-1834 y 1834-1837).